# Diplolaimella allgeni
Diplolaimella allgeni är en rundmaskart. Diplolaimella allgeni ingår i släktet Diplolaimella och familjen Monhysteridae. Inga underarter finns listade i Catalogue of Life.